# Motilidad gastrointestinal

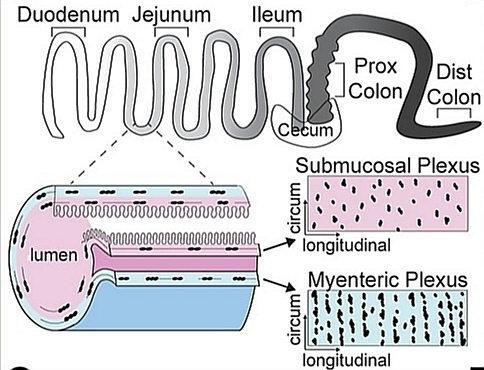
Plexos del Sistema Nervioso Entérico que desencadenan la motilidad GI.

La motilidad gastrointestinal es la acción fisiológica del aparato digestivo encargada de desplazar el contenido de la boca hacia el ano. La actividad de las células musculares longitudinales y células musculares circulares es la responsable del desplazamiento del quimo por el aparato digestivo.
La motilidad gastrointestinal ayuda a las funciones de digestión, secreción y absorción de sustancias. 
Existen alimentos que favorecen la motilidad intestinal como por ejemplo el café.

## Control de la motilidad
La motilidad gastrointestinal, al igual que otras funciones, es controlada de forma autónoma por el sistema nervioso entérico (ENS), el cual se encuentra en el espesor de la pared del intestino. El desarrollo del circuito de motilidad gastrointestinal dentro del ENS es necesario para la propulsión de la materia intestinal.

La primera forma de motilidad gastrointestinal no es neurogénica. Las ondas miogénicas, que son la motilidad gastrointestinal bidireccional que surgen del músculo liso intestinal, aparecen antes que la motilidad gastrointestinal neurogénica en  intestinos de embriones de ratón y de humanos. En humanos se registran ondas miogénicas a las 14 semanas después de la concepción.

Otra forma no neurogénica de motilidad gastrointestinal, son las ondas lentas, contracciones rítmicas del músculo liso controladas por las células intersticiales de Cajal.